# John Birch Society
La John Birch Society (JBS) è un gruppo di pressione statunitense di destra. Fondato nel 1958, per promuovere l'anticomunismo, sostiene il conservatorismo sociale, ed è associato alle idee ultraconservatrici, di destra radicale, di estrema destra o libertarie di destra. Dal 1968 fino al 1972 circa molti membri della JBS hanno sostenuto George Wallace e il suo Partito Indipendente Americano, un partito paleoconservatore di stampo segregazionista.
Uno dei co-fondatori dell'organizzazione, l'uomo d'affari Robert W. Welch Jr. (1899–1985), nel 1958 sviluppò un'elaborata infrastruttura organizzativa all'interno dell'associazione per avere controllo assoluto su tutte le filiali dell'organizzazione sparse sul territorio degli Stati Uniti. L'organizzazione è cresciuta rapidamente in termini di membri e di influenza ed è stata controversa per la sua promozione di teorie cospirative. Negli anni Sessanta il conservatore William F. Buckley Jr. e la National Review spinsero per l'esilio della JBS ai margini della destra americana. Più recentemente, Jeet Heer ha sostenuto su The New Republic che, mentre l'influenza dell'organizzazione ha raggiunto l'apice negli anni Settanta, il "bircherismo" e la sua eredità di teorie cospirative sono diventati il ceppo dominante del movimento conservatore. History ha descritto la JBS come la rinascita dello spirito del maccartismo.
Stando a Politico la JBS ha iniziato a risorgere a metà degli anni 2010, mentre alcuni osservatori hanno dichiarato che il JBS e le sue convinzioni hanno plasmato il Partito Repubblicano, l'amministrazione Trump e il più ampio movimento conservatore. Scrivendo sull'Huffington Post, Andrew Reinbach ha definito il JBS "la banca del seme intellettuale della destra".
Originariamente a Belmont (Massachusetts), la sede principale della JBS è ora situata a Grand Chute, Wisconsin, con filiali sparse in più di 50 Stati. L'organizzazione è proprietaria della American Opinion Publishing, che pubblica il giornale quattordicinale The New American ed è affiliata ad una scuola online non accredidata chiamata Freedom Project Academy.

## Storia
L'associazione venne fondata nella città di Indianapolis, Indiana, il 9 dicembre 1958, da un gruppo di 12 uomini capeggiato da Robert W. Welch Jr., un industriale del settore dolciario in pensione originario di Belmont, Massachusetts. Welch nominò la neonata organizzazione in onore del missionario John Birch, un pastore battista ucciso dalle truppe comuniste in Cina nell'agosto 1945, poco tempo dopo la conclusione della seconda guerra mondiale. Welch dichiarò che Birch era un martire dell'anti-comunismo, e un vero patriota americano.
Nel corso degli anni sessanta Welch e la JBS si opposero al movimento per i diritti civili degli afroamericani affermando che il movimento stesso fosse pieno di infiltrazioni comuniste in posizioni di rilievo. Nell'ultima parte del 1965, la JBS produsse un pamphlet informativo intitolato What's Wrong With Civil Rights? ("Cosa c'è di sbagliato nei diritti civili?") e lo utilizzò come annuncio pubblicitario sulla stampa. Nell'opuscolo, una delle risposte che venivano date recitava: "Perché il movimento per i diritti civili negli Stati Uniti, con tutta la sua crescente agitazione, rivolte, amarezza e passi insidiosi verso la comparsa di una guerra civile, non è stato "infiltrato" dai comunisti, come ora si sente spesso sentire. È stato deliberatamente e quasi interamente "creato" dai comunisti che hanno pazientemente portato avanti la fase attuale per più di quarant'anni." La JBS credeva che l'obiettivo finale del movimento per i diritti civili fosse la creazione di una "Repubblica negra sovietica" negli Stati Uniti sudorientali e si oppose al Civil Rights Act of 1964, dichiarando che violava il decimo emendamento della Costituzione degli Stati Uniti d'America.
Sebbene ufficialmente la JBS dichiarasse pubblicamente di opporsi al razzismo e all'antisemitismo, e avesse una politica di espellere le persone che avevano tali opinioni, nel 1968, una notevole fazione di membri della JBS espresse posizioni fortemente contrarie al tentativo di porre fine alla segregazione razziale negli Stati Uniti e si dimostrò solidale con i suprematisti bianchi che sostenevano George Wallace. Sia la SPLC sia l'Anti-Defamation League of B'nai B'rith accertarono l'esistenza in passato nella JBS di elementi antisemiti e razzisti, come Revilo P. Oliver ed Eric D. Butler. Molti di questi individui in seguito se ne andarono o furono espulsi dalla JBS a causa di queste opinioni. La JBS lanciò la campagna "Support Your Local Police" a metà anni sessanta. La campagna difendeva apertamente l'impiego di ufficiali federali per far rispettare le leggi sui diritti civili.
Negli anni settanta la JBS fu al centro di una causa legale sul diritto di libertà di parola, dopo che American Opinion aveva accusato un avvocato di Chicago, Elmer Gertz, rappresentante legale dei parenti di un giovane ucciso da un agente di polizia, di far parte di una cospirazione comunista atta ad unire tutte le agenzie di polizia del paese in un’unica grande forza. La causa risultante, Gertz v. Robert Welch, Inc., raggiunse la Corte suprema degli Stati Uniti, secondo cui uno stato può consentire a una figura privata come Gertz di recuperare i danni effettivi da un imputato dei media senza provare dolo, ma che un personaggio pubblico deve dimostrare dolo reale, secondo il precedente stabilito in New York Times Co. v. Sullivan, al fine di recuperare presunti danni o danni punitivi. La corte ordinò un nuovo processo in cui Gertz prevalse.

### Accuse di antisemitismo e indagini
Il Senato della California condusse un'indagine in merito all'antisemitismo nel 1963, giungendo alla conclusione che le "indagini non hanno rivelato alcuna prova di antisemitismo da parte di chiunque sia collegato alla John Birch Society in California, e molte prove dimostrano che essa si oppone al razzismo in tutte le sue forme."
Tre anni dopo, nel 1966, due responsabili della all'epoca Anti-Defamation League of B’nai B’rith denunciarono che l'organizzazione fosse stata "infilitrata da antisemiti". Si fece notare che la rivista della Birch Society, la American Opinion, avesse come corrispondente fisso Eric D. Butler, un antisemita australiano. In risposta alle accuse di razzismo e antisemitismo i dirigenti della JBS negarono affiliazioni con i razzisti, con l'amministratore delegato del gruppo, che dichiarò: «la società non è mai stata né razzista né antisemita, aggiungendo che se un membro viene scoperto a nutrire tali opinioni viene immediatamente "espulso"».
In un articolo dell'Intelligence Report del Southern Poverty Law Center (SPLC), pubblicato nel marzo 2013, si è riaperto il dibattito sulla natura dell'organizzazione. Secondo l'articolo del SPLC la JBS era "uno stretto alleato" del segregazionista Democratico George Wallace. Durante l'epoca di Nixon, gli aderenti dell'ala estremista della JBS parteciparono ai raduni di Wallace insieme all'anticomunista Minutemen nel Nord e alla segregazionista White Citizens' Council nel Sud. Molti aderenti della Birch Society sostennero il Partito Indipendente Americano di Wallace dal 1968, anche se precedentemente erano sostenitori (dal 1962 al 1964) del libertario di destra Repubblicano Barry Goldwater. Successivamente, nel 1972, due membri della JBS, John Schmitz, ex membro del Congresso, e Tom Anderson, si candidarono alla presidenza con un terzo partito e ottennero circa un milione di voti.